# Kmeťovo
Kmeťovo (in ungherese Gyarak) è un comune della Slovacchia facente parte del distretto di Nové Zámky, nella regione di Nitra.